# Les Foudres d'Hypsis
Les Foudres d'Hypsis est un album de bande dessinée dans la série Valérian, écrite par Pierre Christin et dessinée par Jean-Claude Mézières.
Il s'agit de la suite de l'album Les Spectres d'Inverloch.

## Résumé
Dans le château d'Inverloch, on s'inquiète d'une menace de catastrophe nucléaire susceptible de balayer la civilisation terrienne en 1986 (voir La Cité des eaux mouvantes). Derrière les anomalies qui se multiplient, une présence lancinante: celle de la mystérieuse planète Hypsis. Une équipe hétéroclite comprenant Valérian, Laureline, Lord Basil Seal, les trois Shingouz, Ralph le Glapum'tien, Monsieur Albert et leurs alliés se mettent à la poursuite d'un mystérieux navire naviguant dans le cercle Arctique. En le poursuivant ils arriveront sur la planète Hypsis pour découvrir la source de tous ces mystères vus dans les albums précédents. Mais pour que la Terre de 1985 échappe au cataclysme, il faut que Galaxity disparaisse.

## Inspiration

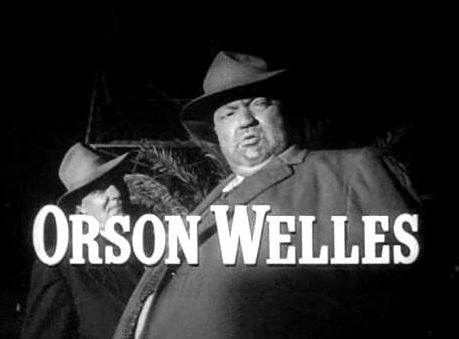
Orson Welles jouant dans La Soif du mal.

Le personnage du "Père" de la "Sainte Trinité" d'Hypsis est inspiré de l'apparence d'Orson Welles dans La Soif du mal, film de 1958.